# Karasu (dystrykt)
Karasu (kaz.:Қарасу ауданы, Qarasý aýdany) to dystrykt w obwodzie kustanajskim w północnym Kazachstanie. Stolicą dystryktu jest Karasu. Dystrykt w roku 2013, według danych szacunkowych, zamieszkiwało 27 859 osób, z kolei wg spisu ludności z 2009 29 238, a w roku 1999: 37 360.